# Alex Lowes
Sam Lowes, född 14 september 1990 i Lincoln, Lincolnshire, är en brittisk roadracingförare. Han tävlar i Superbike-VM sedan säsongen 2014. Han är tvillingbror med Sam Lowes.

## Tävlingskarriär
Lowes blev brittisk Superbikemästare 2013 och gick 2014 upp i Superbike-VM där han körde för Voltcom Crescent Suzuki. Lowes tog två pallplatser första året och blev elfte i VM. Han fortsatte i samma team 2015 och blev tia i VM efter en pallplats. Till 2016 bytte Lowes till det officiella Yamahastallet och kom på 12:e plats i VM. Han körde också i Yamaha Factory Racings vinnande lag i Suzuka 8-timmars 2016 tillsammans med Pol Espargaró och Kats Nakasuga. När Bradley Smith samma säsong  skadade sig fick Lowes hoppa in för honom i Tech 3-stallet i MotoGP och köra Storbritanniens samt San Marinos Grand Prix. Lowes fortsätter hos Yamaha i Superbike 2017.